# Lotus 88
Chronologie des modèles (1981)
Lotus 81 / Lotus 87 Lotus 91
La Lotus 88 est une monoplace de Formule 1 innovante engagée par Team Lotus dans le championnat du monde de Formule 1 1981. Elle fut pilotée par l'Italien Elio de Angelis et le Britannique Nigel Mansell. Cette voiture a été conçue pour utiliser au maximum l'effet de sol. Elle fut dessinée par Colin Chapman, Peter Wright, Tony Rudd et Martin Ogilvie.

## Histoire
En 1981, les voitures à effet de sol étaient si efficaces et rapides que les conducteurs subissaient d'énormes forces G dans les virages et au freinage. Pour des raisons de sécurité, la FIA a alors interdit les jupes amovibles bordant le bas des pontons, indispensables pour obtenir un effet de sol constant en empêchant l'air sous la voiture de s'échapper par les côtés, et a rendu obligatoire une garde au sol minimale de 6 cm. L’équipe Brabham a été la première à contourner ces règles en utilisant sur la BT49 des systèmes de suspension hydropneumatiques qui se comprimaient sous la charge aérodynamique et abaissaient la voiture sur la piste. Cependant, ce dispositif supprimait toute suspension sur la voiture, ce qui rend sa conduite inconfortable et même dangereuse. Cependant, les gains de performance étaient tels que d’autres équipes ont rapidement emboîté le pas - bien que la plupart aient eu du mal à reproduire le système Brabham et aient utilisé un simple commutateur pour baisser la voiture. Colin Chapman avait d'autres idées.

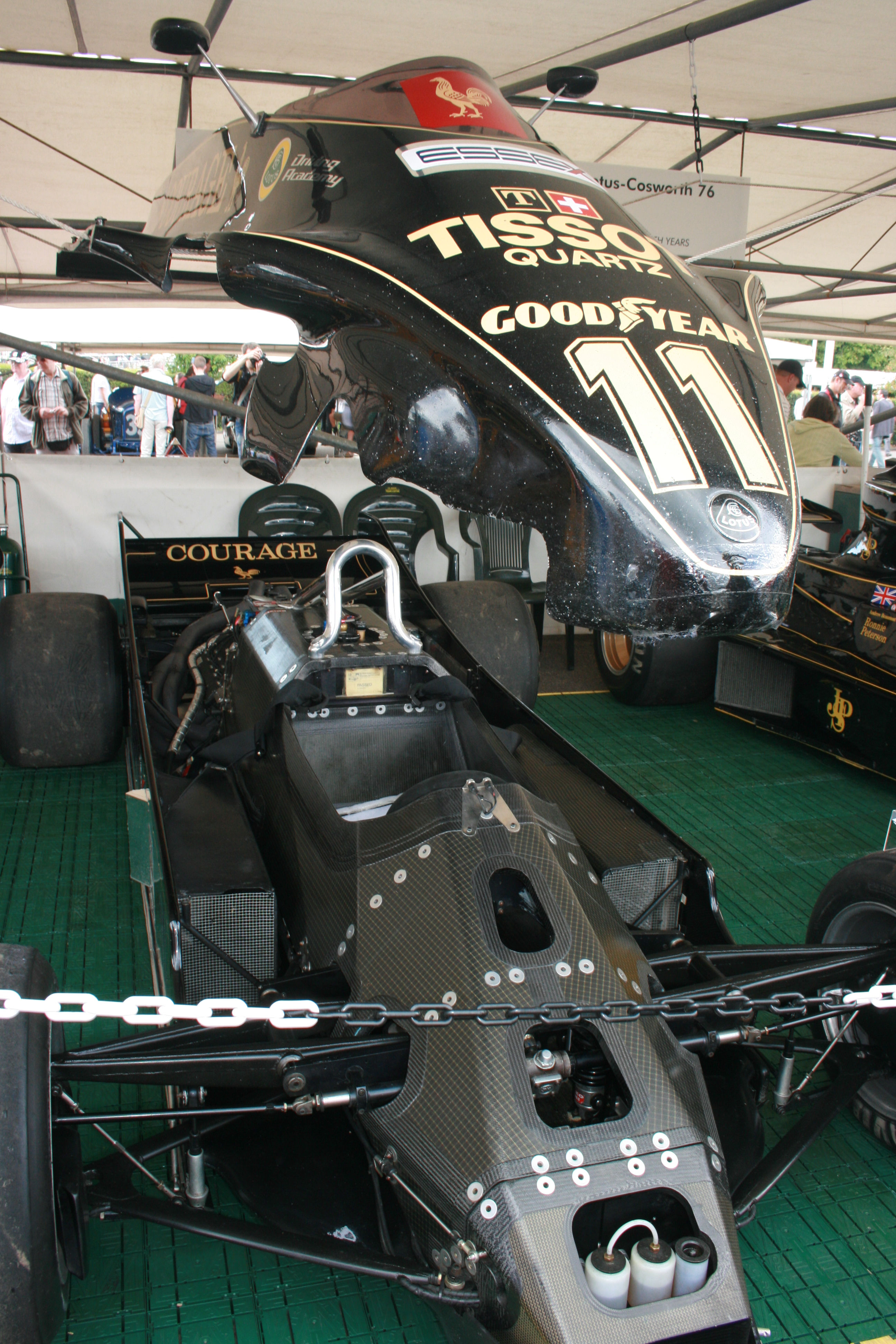
La structure interne en double châssis de la Lotus 88.

La 88 est une évolution de la monoplace précédente, la Lotus 86, dont un seul prototype avait été construit et qui était équipée de jupes qui étaient encore légales. Les gains de performance étaient relativement faibles mais appréciables par rapport aux voitures à effet de sol plus conventionnelles. Après l'interdiction des jupes, Wright a évalué les performances de la voiture sans jupes. La perte de performance étant largement négligeable, la 88 a été rapidement conçue comme une 86 remaniée. La 88 utilisait un ingénieux système de double châssis, l’un inclus dans l’autre. Le châssis intérieur, qui comprenait le poste de pilotage, était indépendant du châssis extérieur, conçu pour gérer l'effet de sol. Le châssis extérieur ne comportait pas d'ailes mais il constituait en fait un énorme système à effet de sol, commençant depuis le nez de la voiture jusqu'aux roues arrière, générant ainsi un appui considérable. La voiture était propulsée par un moteur Ford Cosworth DFV. Pour les pilotes Lotus (Nigel Mansell et Elio de Angelis), la voiture était agréable à conduire et réactive. Pour gérer efficacement les charges aérodynamiques induites, la voiture a été construite en fibres de carbone, ce qui fait d'elle, avec la McLaren MP4/1, la première voiture à utiliser ce matériau à grande échelle.
Convaincus que le double-châssis enfreignait les règles en matière de dispositifs aérodynamiques mobiles en les contournant, les autres équipes ont déposé des contestations officielles auprès de la FIA. Celle-ci leur a donné raison et a par conséquent interdit à la voiture de concourir. Mais Chapman était catégorique : pour lui la voiture était parfaitement légale et il a tenté par tous les moyens de contester la décision de la FIA, mais sans succès. La FIA en est même arrivée à menacer Lotus de lui retirer tous ses points au championnat si la 88 était inscrite au Grand Prix de Grande-Bretagne à Silverstone, et de plus de ne pas comptabiliser le résultat de la course au championnat de la saison. Chapman a été alors contraint d'aligner à la place deux châssis 87 modifiés. La Lotus 88 reste donc une curiosité de l’époque révolue de la F1. Certaines des solutions techniques et aérodynamiques de la 88 ont été repris dans la Lotus 91 qui a suivi en 1982, et ont participé à ses succès.

## Résultats en championnat du monde de Formule 1
| Saison | Écurie           | Moteur               | Pneus    | Pilote          | 1   | 2   | 3   | 4   | 5   | 6   | 7   | 8   | 9   | 10  | 11  | 12  | 13  | 14  | 15  | 16  | Points inscrits | Classement |
| ------ | ---------------- | -------------------- | -------- | --------------- | --- | --- | --- | --- | --- | --- | --- | --- | --- | --- | --- | --- | --- | --- | --- | --- | --------------- | ---------- |
| 1981   | Team Essex Lotus | Ford-Cosworth DFV V8 | Michelin |                 |     | USW | BRA | ARG | SMR | BEL | MON | ESP | FRA | GBR | ALL | AUT | NLD | ITA | CAN | VEG | 22              | 7e         |
| 1981   | Team Essex Lotus | Ford-Cosworth DFV V8 | Michelin | Elio De Angelis | Np. | Np. | Np. |     |     |     |     |     | Np. |     |     |     |     |     |     |     | 22              | 7e         |
| 1981   | Team Essex Lotus | Ford-Cosworth DFV V8 | Michelin | Nigel Mansell   |     |     |     |     |     |     |     |     | Np. |     |     |     |     |     |     |     | 22              | 7e         |

Légende : ici 